# Caroline Sers
Pour les articles homonymes, voir Sers.
Caroline Sers, née le 18 septembre 1969 à Tulle en Corrèze, est une romancière française.

## Biographie

### Enfance et formation
Enfant, Caroline Sers vit à Paris. Elle passe néanmoins ses vacances dans la maison familiale de Champagnac-la-Prune. 
Elle suit ensuite des études de lettres.

### Carrière
Après ses études, elle commence à travailler dans l'édition (XO, Cherche Midi, Omnibus, Albin Michel). 
En 2004, son premier roman, Tombent les avions, obtient le Prix du premier roman (éditions Buchet/Chastel).
Elle publie ensuite environ un roman tous les deux ans : La Maison Tudaure (Buchet/Chastel), en 2006 (Livre de Poche 2008), puis Les Petits Sacrifices (Buchet/Chastel) en 2008. En 2009, elle fait une incursion dans le polar avec Des voisins qui vous veulent du bien paru aux éditions Parigramme.
En 2016, elle publie Maman est en haut, une fable sur la famille et surtout le lien mère-fille.
Son huitième roman, Les belles espérances, parait en 2019. Il raconte le destin d'une famille.
En 2022 sort Les jours suivants, qui raconte l'histoire d'un néorural fraichement installé dans le Périgord et qui doit faire face à une coupure d'électricité. Le livre, entre la fable et le conte, s'inspire de la collapsologie en révélant les différentes facettes de l'être humain alors que le village doit organiser sa survie en plein hiver,,,. Il fait partie des cinq nommés pour le Prix littéraire Europe 1 - GMF.
En 2024, elle publie son dixième roman : Aux fantastiques,. Le livre raconte l'amitié de quatre enfants dans le Paris du début des années 1980 puis la disparition de l'un deux. La vérité sur cette disparation est finalement révélée trente ans plus tard. « Pour son dixième roman, Caroline Sers nous tient en haleine jusqu’au bout, semant des indices au sein des huis clos familiaux où les enfants, victimes d’humiliation, de lâcheté, de silence ou de violence, restent marqués à vie par les blessures infligées. Un magnifique roman sur l’amitié et la résilience, délicat et poignant, avec une belle dose de magie ! » écrivent les journalistes de Version Femina. 
Parallèlement, elle travaille toujours pour des maisons d'édition en tant que freelance : suivi éditorial, rewriting et écriture sur commande.

## Œuvre
- 2004 : Tombent les avions, Buchet/Chastel.
- 2006 : La Maison Tudaure, Buchet/Chastel, Livre de Poche.
- 2008 : Les Petits Sacrifices, Buchet/Chastel.
- 2009 : Des voisins qui vous veulent du bien, éditions Parigramme.
- 2009 : Dialogue, texte in Inconnues corréziennes, résonances d'écrivains. Ouvrage collectif, éditions Libel.
- 2012 : Le Regard de crocodile, Buchet/Chastel
- 2014 : Sans les meubles, Buchet/Chastel
- 2016 : Maman est en haut, Buchet/Chastel
- 2019: Les belles espérances, qui raconte l'histoire d'une famille française de mai 68 aux années 2000, à la fois fresque historique et roman intimiste .
- 2022 : Les Jours suivants, Calmann-Levy
- 2024 : Aux fantastiques, Calmann-Levy